# Bonfire (musikgrupp)
Bonfire är ett tyskt hårdrocks-band som bildades 1972 av de gitarrspelande bröderna Hans och Karl Ziller tillsammans med några vänner i den bayerska staden Ingolstadt under namnet "Cacumen". 1978 fick bandet sin sångare och frontfigur i Claus Lessmann. Debutsingeln Riding Away gavs ut 1979 på Rockport Records. 1981 gav bandet ut sitt första album, "Cacumen", som 1983 följdes av "Bad Widow" och EP:n "Longing for You" från 1985. Efter det bytte bandet namn till Bonfire och 1986 släpptes albumet "Don't Touch the Light" följt av "Fireworks" från 1987 och "Point Blank" från 1989. Under mitten av 1990-talet släppte gruppens sångare Lessmann tillsammans med gitarristen Ziller ut ett album och två singlar med text på tyska. Den 21 januari 2011 släpptes gruppens tolfte studioalbum, Branded.
2016 blev Alexx Stahl sångare.

## Medlemmar
- Claus Lessmann - sång & gitarr
- Hans Ziller - gitarr
- Chris Limburg - gitarr
- Uwe Kohler - bas
- Dominik Huelshorst - trummor

### Tidigare medlemmar
- Claus Lessmann - sång, bakgrundssång (1978-1992, 1992-)
- Michael Bormann - sång (1993-1994)
- Hans Ziller - gitarr (1972-1989, 1992-)
- Karl Ziller - gitarr (1972-1980)
- Horst Maier-Thorn - gitarr (1972-1988)
- Angel Schleifer - gitarr (1988-1994)
- Chris Lausmann - gitarr & keyboard (1992-2002)
- Chris Limburg - gitarr (2006-)
- Hans Hauptmann - bas (1972-1982)
- Robert Prskalowitz - bas (1982-1986)
- Jörg Deisinger - bas (1986-1994)
- Uwe Köhler - bas (1997-)
- Hanns Schmidt-Theissen - keyboard (1977-1980)
- Hans Forstner - trummor (1972-1986)
- Dominik Huelshorst - trummor (1986-1987, 2009-)
- Edgar Patrik - trummor (1987-1994)
- Jürgen Wiehler - trummor (1997-2009)

## Diskografi

### Cacumen (1979 - 1985)
- 1979: Riding away (Singel)
- 1981: Cacumen (Album)
- 1983: Bad Widow
- 1985: Longing For You  (EP)

### Bonfire (1986 - )

#### Studioalbum
- 1986: Don't Touch the Light
- 1987: Fireworks
- 1989: Point Blank
- 1991: Knock Out
- 1996: Feels Like Comin' Home

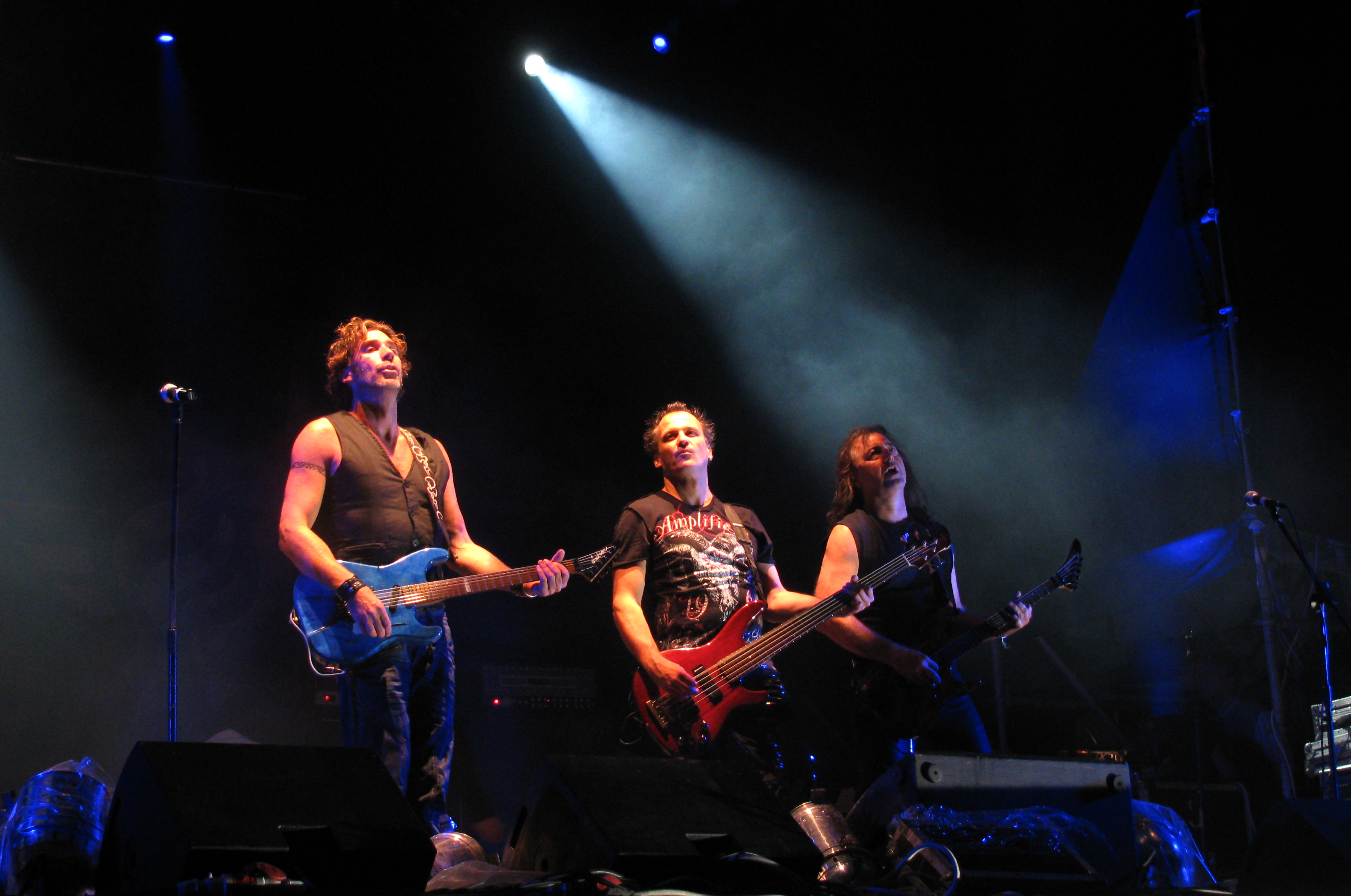
Bonfire på "Global East Rock Festival 2010"

- 1996: Freudenfeuer (Tysk version av Feels Like Comin' Home)
- 1998: Rebel Soul
- 1999: Fuel To the Flames
- 2001: Strike Ten
- 2003: Free
- 2006: Double X
- 2008: The Räuber
- 2011: Branded

#### Samlingsskivor och liveskivor
- 1993: Live ... the Best
- 1997: Hot & Slow
- 2000: Who's Foolin' Who (greatest hits)
- 2001: 29 Golden Bullets
- 2002: Live Over Europe!
- 2004: The Early Days Parts 1 - 5
- 2005: One Acoustic Night
- 2007: Double Vision
- 2009: You Make Me Feel (greatest ballads)
- 2011: Fireworks... Still Alive

#### Singlar
- 1989: Sword and Stone
- 1998: Because It's Christmas Time
- 2003: Tell Me What U Know
- 2004: Schanzer Herz
- 2010: Deutsche Nationalhymne

#### VHS / DVD
- 1993: The Best (VHS)
- 2001: Golden Bullets (DVD)
- 2005: One Acoustic Night (DVD)
- 2007: Double Vision (DVD)
- 2008: The Räuber - Live (DVD)